# Marsilac
Marsilac é um distrito situado na região sul do município de São Paulo. É administrado pela subprefeitura de Parelheiros. Seu nome é uma homenagem ao engenheiro José Alfredo de Marsillac, que desenvolveu diversas técnicas para a construção de estradas e túneis mesmo tendo perdido um total de 99% de sua visão por ter sido atingido por uma bomba na revolução de 1932. É, ainda, o distrito mais meridional do município.

## Formação

Engenheiro José Marsillac, homenageado com nome do distrito

A formação do distrito se deve especialmente à construção do Ramal Mairinque-Santos da Estrada de Ferro Sorocabana, inaugurado em 1935. Havia três estações no distrito: a Rio de Campos, a Evangelista de Souza e a Engenheiro Marsilac. Esta última estação tinha o nome de Embura durante a sua construção, mas foi inaugurada em 1934 já com o nome de Engenheiro Marsilac, que viria a dar nome ao bairro do entorno e posteriormente ao próprio distrito, em homenagem a um dos engenheiros projetistas do ramal da ferrovia, José Alfredo de Marsillac.
Até o ano de 1935, a região pertencia ao município de Santo Amaro, que foi anexado a São Paulo. A parte mais ao sudeste do distrito, o bairro de Evangelista de Souza, marcado pela Serra do Mar, pela Ferrovia Mairinque-Santos e pelo Rio Capivari, pertenceu até 1944 ao Município de São Vicente, sendo então transferido para o distrito de Parelheiros, e passando a pertencer também à capital paulista.

## Geografia
Limites
- Norte: distrito de Parelheiros
- Sul: municípios de Itanhaém e São Vicente
- Leste: município de São Bernardo do Campo
- Oeste: municípios de Juquitiba e Embu-Guaçu

Localizado próximo à serra do Mar, quase totalmente rural, tem a maior área territorial do Município de São Paulo, equivalente a toda sua área central. Possui também a densidade populacional mais baixa de todos os distritos, sendo boa parte coberto por reservas da Mata Atlântica, dentro da Área de Proteção Ambiental Municipal do Capivari-Monos.
A aproximadamente 7 km do centrinho do bairro, os moradores contam com uma cachoeira, onde é possível a prática de alguns esportes, como boia cross, stand up paddle, ducking e water ball. Ainda aos finais de semana, pode-se agendar um horário para descer de tirolesa.
Trata-se do distrito mais remoto da capital, localizado a cerca de 50 quilômetros da Praça da Sé e entre 15 e 30 quilômetros do Oceano Atlântico. Faz divisa com os municípios de São Bernardo do Campo, São Vicente, Itanhaém, Juquitiba e Embu-Guaçu. 

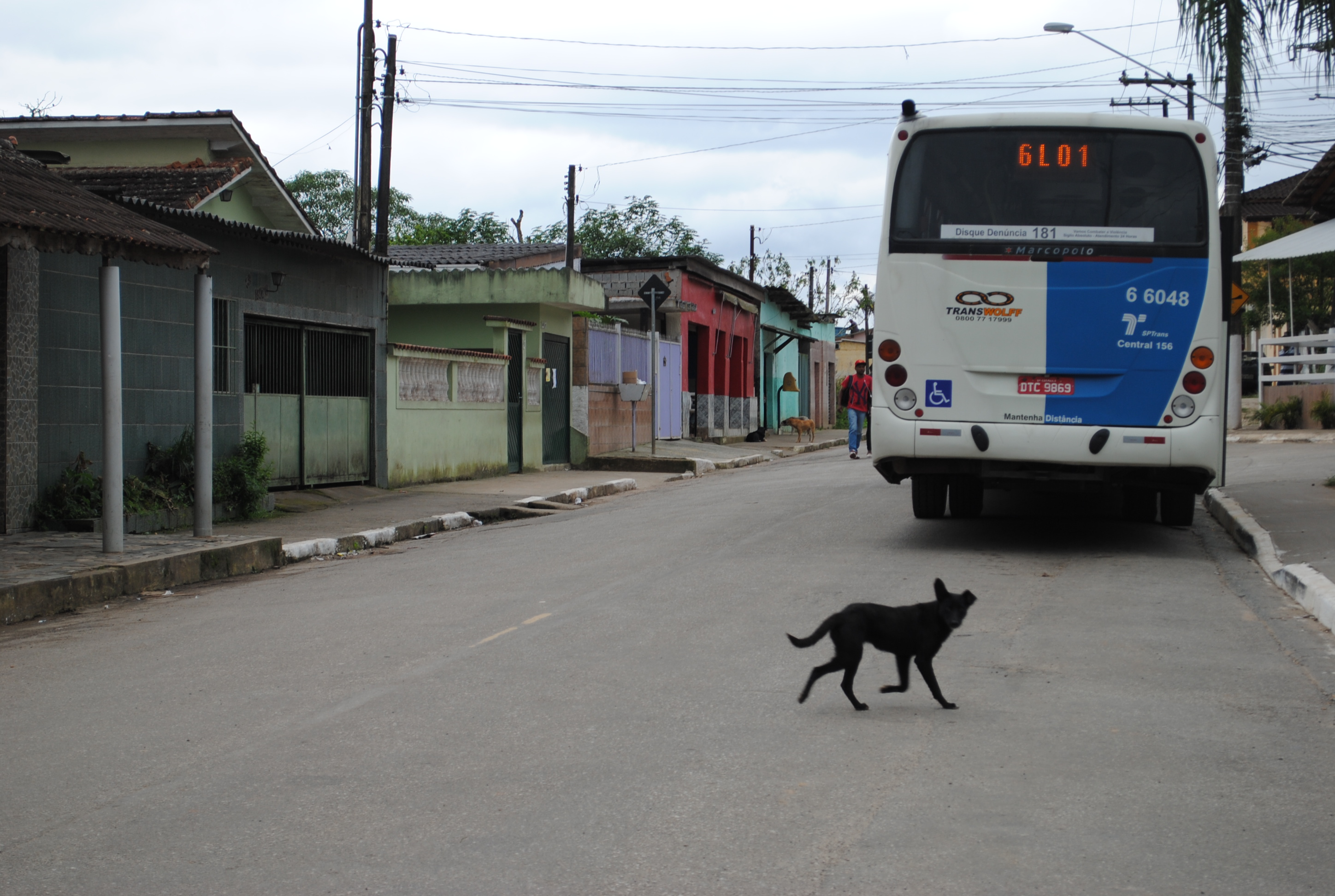
Rua de Marsilac

De seus limites localizados ao sul, é possível ter uma visão do mar em alguns pontos. Abriga uma minúscula área do município que fica ao nível do mar, localizada no pequeno vale do Rio Capivari,que é possível acessar por Itanhaém, e pelo bairro do Emburá, utilizando uma trilha proibida pela Funai e pelo Parque Estadual da Serra do Mar - Núcleo Curucutú.
Clima

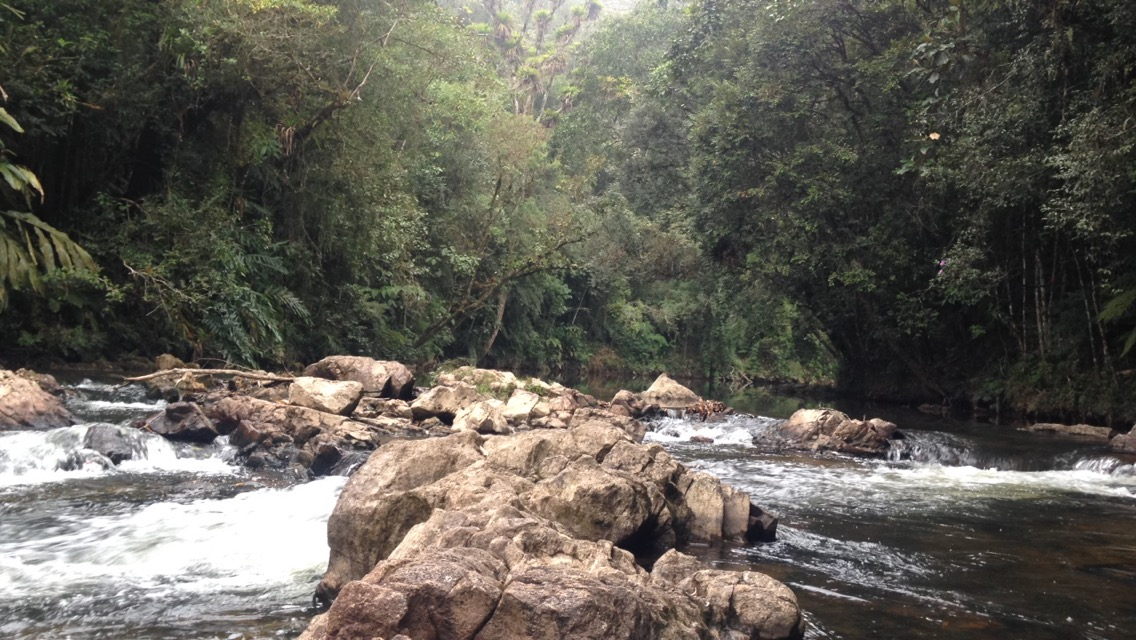
Cachoeira no distrito de Marsilac

O clima de Marsilac é considerado subtropical úmido (Cfb de acordo com a classificação climática de Köppen-Geiger), com as quatro estações do ano relativamente definidas. A temperatura média anual é de 18 °C. O verão é morno, com precipitação, e o inverno é fresco, com pouca precipitação. Ao longo do ano, normalmente, a temperatura mínima nos meses mais frios é de 9 °C e a temperatura máxima nos meses mais quentes é de 27 °C e raramente são inferiores a 5 °C ou superiores a 30 °C.
Tal distrito é conhecido por ser um dos que registram as menores temperaturas mínimas e máximas da capital paulista.
Embora não ocorram todos os anos, temperaturas negativas ocorrem em Marsilac em alguns invernos. Na madrugada de 30 de julho de 2021, durante a passagem de uma intensa massa de ar polar, uma das estações meteorológicas do Centro de Gerenciamento de Emergências Climáticas da Prefeitura de São Paulo (CGE) aferiu impressionantes −2,9 °C no bairro Engenheiro Marsilac; ao passo que registrou-se apenas 4,3 °C na Estação Meteorológica do INMET no Mirante de Santana, que está próxima do centro da cidade.
Essa diferença de temperatura ocorre pois Marsilac está situada numa região extremamente vegetada, ao contrário dos distritos mais ao norte da capital.
| Dados climatológicos para Marsilac, São Paulo-SP                                                                   | Dados climatológicos para Marsilac, São Paulo-SP | Dados climatológicos para Marsilac, São Paulo-SP | Dados climatológicos para Marsilac, São Paulo-SP | Dados climatológicos para Marsilac, São Paulo-SP | Dados climatológicos para Marsilac, São Paulo-SP | Dados climatológicos para Marsilac, São Paulo-SP | Dados climatológicos para Marsilac, São Paulo-SP | Dados climatológicos para Marsilac, São Paulo-SP | Dados climatológicos para Marsilac, São Paulo-SP | Dados climatológicos para Marsilac, São Paulo-SP | Dados climatológicos para Marsilac, São Paulo-SP | Dados climatológicos para Marsilac, São Paulo-SP | Dados climatológicos para Marsilac, São Paulo-SP |
| Mês | Jan                                              | Fev                                              | Mar                                              | Abr                                              | Mai                                              | Jun                                              | Jul                                              | Ago                                              | Set                                              | Out                                              | Nov                                              | Dez                                              | Ano                                              |
| --- | ------------------------------------------------ | ------------------------------------------------ | ------------------------------------------------ | ------------------------------------------------ | ------------------------------------------------ | ------------------------------------------------ | ------------------------------------------------ | ------------------------------------------------ | ------------------------------------------------ | ------------------------------------------------ | ------------------------------------------------ | ------------------------------------------------ | ------------------------------------------------ |
| Temperatura máxima média (°C)                                                                                      | 26,9                                             | 27,4                                             | 26,6                                             | 24,3                                             | 22,1                                             | 21                                               | 20,9                                             | 22,6                                             | 23,2                                             | 23,9                                             | 25,3                                             | 26,2                                             | 24,2                                             |
| Temperatura média compensada (°C)                                                                                  | 21                                               | 21,3                                             | 20,5                                             | 18,3                                             | 15,9                                             | 14,7                                             | 14,3                                             | 15,5                                             | 16,6                                             | 17,8                                             | 19                                               | 20,3                                             | 17,9                                             |
| Temperatura mínima média (°C)                                                                                      | 16,8                                             | 17                                               | 16,2                                             | 14                                               | 11,4                                             | 9,9                                              | 9,2                                              | 10,3                                             | 11,9                                             | 13,5                                             | 14,6                                             | 16,1                                             | 13,4                                             |
| Chuva (mm) | 245,6                                            | 243,8                                            | 159,2                                            | 76                                               | 59,7                                             | 58,7                                             | 53,1                                             | 39,9                                             | 76,2                                             | 162,7                                            | 195,7                                            | 220,6                                            | 1 591,3                                          |
| Dias com chuva | 16                                               | 14                                               | 11                                               | 7                                                | 6                                                | 5                                                | 5                                                | 4                                                | 7                                                | 11                                               | 12                                               | 15                                               | 113                                              |
| Fonte: criada a partir de dados do Instituto Nacional de Meteorologia, normal climatológica estimada de 1991-2020. |                                                  |                                                  |                                                  |                                                  |                                                  |                                                  |                                                  |                                                  |                                                  |                                                  |                                                  |                                                  |                                                  |

### Vegetação
Marsilac está situada numa área de ecótono entre floresta ombrófila densa e floresta ombrófila mista. Nesta formação vegetal extremamente rica, pode-se encontrar diversas espécies de ambos biomas convivendo juntas – pitangueiras, jabuticabeiras, palmeiras juçara, palmeiras jerivá, araucárias, embaúbas, samambaiaçus (xaxim), diversas formas e cores de bromélias e orquídeas, diversas cores de ipês, jequitibás branco, manacás da serra etc.

## Demografia
Evolução demográfica do distrito de Marsilac

## Turismo em Marsilac
Dentro da Área de Proteção Ambiental Capivari-Monos de São Paulo, a cachoeira de Marsilac é formada pelo rio Capivari. A cachoeira é utilizada para fins de lazer por centenas de pessoas há mais de um século, isso segundo relatos de antigos moradores e trabalhadores da ferrovia Mairinque Santos, que corta o território, tendo sua inauguração no ano de 1938.
Devido ao fato de ter localização privilegiada, a poucos metros da estrada Capivari, a cachoeira recebia uma quantia enorme de visitação sem controle e organização, o que gerou uma série de impactos socioambientais negativos, como grande quantidade de lixo descartado, acidentes fatais e superlotação de vias de acesso.
Atualmente já conta com infraestrutura e serviços para atendimento aos visitantes, composta por estacionamento para até 50 veículos, vestiários, serviço mínimo de guarda-vidas e orientação ao público, além de atividades de ecoturismo como trilhas, rapel, tirolesa, boia cross e entre outras.

## Bairros
Bairros de Marsilac:
- Banhado
- Bela Vista
- Capivari
- Cipó do Meio
- Chácara Sanni
- Emburá
- Parque Florestal Paulista
- Chácara Galo Azul
- Parque Internacional
- Chácara Itajaá
- Mambu
- Engenheiro Marsilac
- Evangelista de Sousa
- Gramado
- Jardim dos Eucaliptos
- Paiol
- Ponte Alta

## Infraestrutura
A área que compreende o distrito de Marsilac equivale a 1/8 de todo o território da capital de São Paulo, e abriga cerca de 10 mil moradores, porém, mesmo com isso, o distrito do extremo Sul de São Paulo não conta com serviços básicos como calçamento e hospital, assim também como esgoto e água tratada, ou seja, os habitantes de lá ainda ingerem água de poços artesianos e descartam seus esgotos em fossas, segundo dados registrados no final de 2016, e, fora isso, encontra-se a mais de 40 quilômetros de distância do Centro da cidade. 
A não ser a área central do distrito, o resto todo é concebido como área rural e de resguardo ambiental. Os motivos aparentes para explicar tudo isso, é que existem regras para preservar o que é considerado como patrimônio da cidade, que acabam por impossibilitar que o distrito desenvolva-se e progrida até mesmo nos serviços básicos necessários à sobrevivência de qualquer ser humano. Até mesmo terrenos onde os moradores vivem não podem ser regularizados.

## Curiosidades

### Cinema
Nesse distrito foi produzido Carrossel: O Filme, no acampamento "Águias da Serra".